# Marcel De Corte
Marcel De Corte (Sint-Truiden, 25 november 1929 - 27 februari 2017) was een Belgische voetballer. Hij speelde in het verleden onder meer voor RSC Anderlecht.

## Carrière
Marcel De Corte was in zijn jeugd een basketballer. Zo speelde hij even voor Hellas Gent. Nadien begon hij te voetballen bij derdeklasser Racing Gent. De jonge aanvaller viel er op door zijn techniek en werd in 1950 overgehaald om voor RSC Anderlecht te spelen. In ruil voor De Corte gaf Anderlecht aan Gent de spelers Arnold Vandereecken, Pierre Figeys, Dorre Erroelen, Pierre Erroelen, Michel Vanvarenbergh en Jan Wijns. De Corte vormde in die periode bij Anderlecht een berucht aanvalstrio samen met Jef Mermans en Hypoliet van den Bosch. In 1951 en 1954 veroverde hij met paars-wit de landstitel.
Na vier seizoenen voor Anderlecht trok De Corte naar Kongo, toen nog een Belgische kolonie. Hij vond er werk in de banksector en voetbalde er terwijl een tijd voor Cercle Sportif de Léopoldville, een club uit de hoofdstad Leopoldstad. Maar de aanvaller raakte ernstig ziek en keerde reeds na enkele maanden terug naar België, waar hij zich terug aansloot bij Anderlecht.In totaal speelde hij in Eerste Klasse 149 wedstrijden en scoorde 38 doelpunten.
Trainer Bill Gormlie stond nog steeds aan het hoofd van het eerste elftal. De Engelsman was De Corte nog niet vergeten en plaatste hem terug in het team. In 1959 verkaste hij voor één seizoen naar AA Gent en vervolgens naar Olympic Charleroi. In 1961 werd De Corte trainer bij KSV Waregem.